# Linda Troyekens

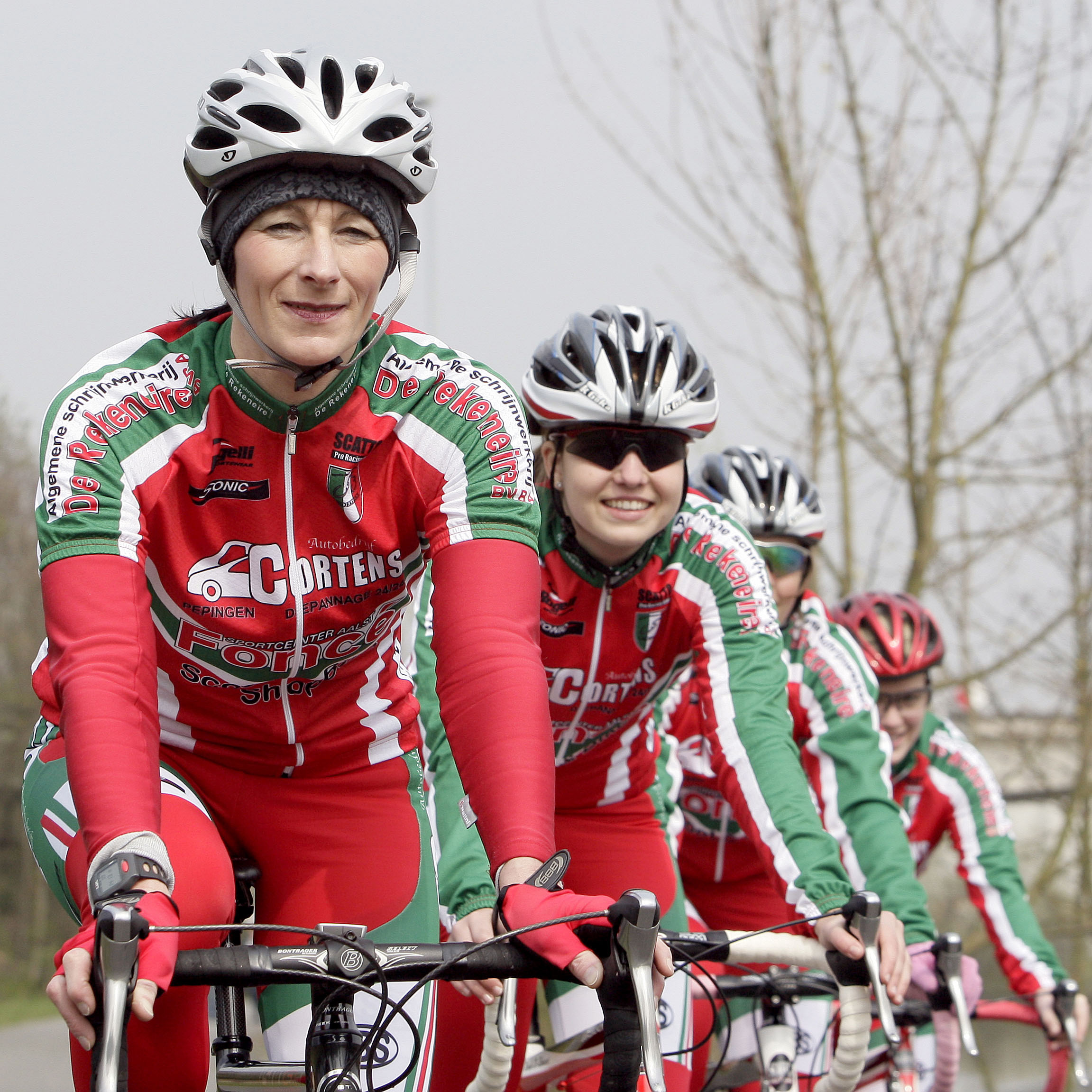
inda Troykens, Aurelie Teichman, Hanne Zmierczak en Wendy Nobels

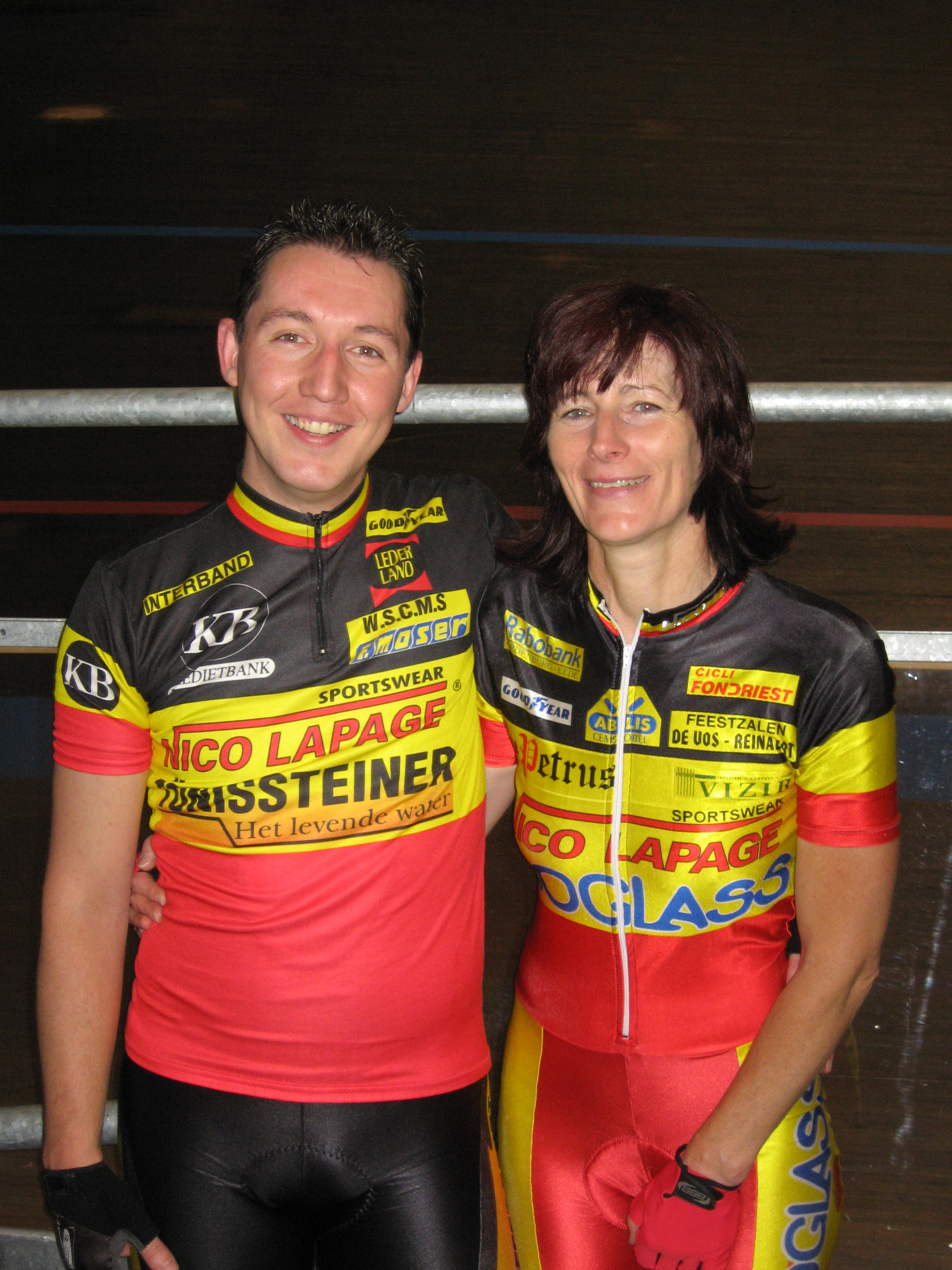

Linda Troyekens (Asse, 11 mei 1960) is een voormalig Belgisch wielrenster.

## Biografie
Aanvankelijk deed ze aan atletiek en duatlon. In deze laatste discipline werd ze in 1992 en 1993 vice-Belgisch kampioen. Uiteindelijk kwam ze via enkele wedstrijden bij de Belgische Medische Wielerkring pas op latere leeftijd in de wielerwereld terecht. Op korte tijd bouwde ze een indrukwekkend palmares op, zowel op de weg als op de piste. Deze gepatenteerde hardrijdster blonk vooral uit in het tijdrijden. In de gewone wegwedstrijden was ze op haar best op een geaccidenteerd parcours.
In het wielrennen werd ze begeleid door Paul Ponnet en later Mark De Fauw
Na haar actieve carrière was ze enkele jaren ploegleidster bij de damesteams van SCF Liedekerke, MD-CT Wetteren en Sprinters Malderen.

## Palmares
- Provinciaal kampioen tijdrijden: 1995-1996-1997-1998
- Provinciaal kampioen op de weg: 1995
- Belgisch kampioen achtervolging: 1996 – 1997 – 1998
- Scandinavisch Kampioen Achtervolging: 1997
- Belgisch Kampioen omnium: 1997
- Belgisch Kampioen puntenkoers: 1998
- Vice-Belgisch kampioen snelheid: 1998
- Vice-Belgisch Kampioen op de weg: 1996
- Wereldkampioen Medici-paramedici (weg – piste –tijdrijden): 1995 – 1996 – 1997
- Deelnemer aan ‘Goodwill Games’ in New York met Belgische ploeg in 1998.
- Deelnemer aan ‘Grote Landenprijs’ (Lac de Madines) tijdrijden 1995
- Deelnemer aan Chrono Champenois (Reims): 1997 – 1998